# 太田資康
太田 資康（おおた すけやす）は、戦国時代の武将。扇谷上杉家の家臣。武蔵国江戸城主。 

## 生涯
文明8年（1476年）、太田道灌（資長）の嫡男として誕生する。この時、道灌は44歳であり、既に後継ぎとして複数の養子を迎えていた。
文明17年（1485年）、江戸城西側の平河天満宮で元服を行う。しかし、この頃父と主君・上杉定正の関係が不穏であった事から、定正と対立する初代古河公方・足利成氏に人質の名目で預けられた。翌文明18年（1486年）、父が定正に謀殺されると資康は江戸城に戻って家督を継ぐが、定正の追っ手に攻められて甲斐国に逃れた（江戸城の乱）。
長享2年（1488年）、定正と山内上杉家・上杉顕定の間の内紛・長享の乱が勃発すると、同じく定正に追われていた三浦高救（定正の実兄）と共に顕定軍に加わった。これが縁で後に高救の孫（義同の娘）を室とした。この頃、生前の道灌と親しい万里集九が資康の見舞いに訪れて句会を開いている。
明応3年（1494年）、定正が事故死し、舅・三浦義同が相模三浦氏の家督を奪還すると、資康も扇谷上杉家への復帰が許されて新当主である上杉朝良に仕える様になった。初め菅谷城に居たが、長享の乱が終結した永正2年（1505年）頃に江戸城へと帰還したという。
『太田家記』によれば永正10年（1513年）、舅・三浦義同が伊勢宗瑞（北条早雲）に攻められると援軍に駆けつけるが、相模国三浦郡にて早雲の軍勢に敗れ戦死したとされる。また、『年代記配合抄』にあらわれる「太田六郎右衛門尉」を資康であるとし、永正2年（1505年）に主君・上杉朝良によって中野陣で謀殺されたとする解釈もある。一方で、『赤城神社年代記録』明応7年（1498年）条に「太田源六生涯」とあり、これに従えば資康はこの年に死去したことになる。